# Contract colectiv de muncă
Un contract colectiv, un contract colectiv de muncă (CLA) sau un contract de negociere colectiv (CNC) este un contract scris negociat prin negocieri colective pentru angajați de către unul sau mai multe sindicate cu conducerea unei companii (sau cu o asociație patronală) care reglementează termenii și condițiile angajaților la locul de muncă. Aceasta include reglementarea salariilor, beneficiilor și îndatoririlor angajaților și îndatoririle și responsabilitățile angajatorului sau ale angajatorilor și include adesea reguli pentru un proces de soluționare a litigiilor.